# Hans Vorpeil
Hans Vorpeil (* 26. Februar 1937 in Alsdorf; †  7. April 2019) war ein deutscher Politiker (SPD) und von 1985 bis 2005 Abgeordneter im Landtag von Nordrhein-Westfalen.

## Leben und Beruf
Nach der Volksschule absolvierte Hans Vorpeil eine Ausbildung zum Betriebsschlosser. Nach erfolgreicher Facharbeiterprüfung besuchte er über den zweiten Bildungsweg die Bergfachschule in Aachen, schloss als Diplom-Ingenieur für Maschinentechnik im Untertagebau ab und war anschließend bis Ende 1992 als Betriebsleiter und Abteilungsleiter beim Eschweiler Bergwerks-Verein tätig. Er war Mitglied der IG Bergbau, Chemie, Energie.
Hans Vorpeil war verheiratet und hatte ein Kind.

## Politik
Hans Vorpeil war seit 1972 Mitglied der SPD. 1975 bis 1990 war er Vorsitzender des SPD-Ortsvereins Alsdorf-Mitte. Von 1979 bis 1990 war er Vorsitzender des SPD-Stadtverbandes Alsdorf und Vorstandsmitglied des SPD-Unterbezirks Aachen. Von 1975 bis 1994 war er Mitglied des Rates der Stadt Alsdorf und von 1990 bis 1995 Mitglied im Bezirksplanungsrat des Regierungsbezirks Köln.
Vom 30. Mai 1985 bis zum 2. Juni 2005 war er Mitglied des Landtags von Nordrhein-Westfalen. Er wurde jeweils in seinem Wahlkreis direkt gewählt: 1985, 1990 und 1995 im Wahlkreis 4 (Kreis Aachen II), 2000 im Wahlkreis 3 (Kreis Aachen I). Während der 13. Wahlperiode (2000 bis 2005) amtierte er als stellvertretender Vorsitzender des Ausschusses für Wirtschaft, Mittelstand und Technologie.
Zur Wahl des 14. Landtags von Nordrhein-Westfalen am 22. Mai 2005 kandidierte Vorpeil erneut im Wahlkreis 3 (Kreis Aachen I), verlor jedoch gegen Alfons-Reimund Billmann (CDU). Sein Listenplatz 75 auf der SPD-Landesliste genügte nicht, um erneut in den Landtag einzuziehen.

## Ehrenamtliches Engagement
Neben seiner politischen Tätigkeit engagierte Hans Vorpeil sich in vielen Vereinen ehrenamtlich. So ist er seit 1985 Vorsitzender des interkommunalen „Vereins für allgemeine und berufliche Weiterbildung e. V.“ (VabW) mit Sitz in Alsdorf und seit 1998 Vorsitzender des Vereins „Freunde und Förderer des Medizinischen Zentrums Kreis Aachen e. V.“ (später „Verein der Freunde und Förderer des Medizinischen Zentrums StädteRegion Aachen GmbH e. V.“). Von 1979 bis 1984 fungierte er als Schöffe an der Schwurgerichtskammer beim Landgericht Aachen. Durch seine aktive Mitarbeit im Verein „Bergbaumuseum Grube Anna II e. V.“ blieb er seinem erlernten Beruf als Bergmann eng verbunden. 
Weitere aktive Mitgliedschaften von Hans Vorpeil bestanden in der Arbeiterwohlfahrt Alsdorf-Burg, im „Verein zur Förderung behinderter Kinder und Erwachsener e. V.“, im „Verein für lernbehinderte Kinder in Eschweiler“ und bei den „Naturfreunden“, Ortsgruppe Herzogenrath – Merkstein. 

## Ehrungen
Für sein soziales Engagement wurde Hans Vorpeil im März 2006 vom SPD-Unterbezirk Kreis Aachen mit der Kurt-Koblitz-Medaille geehrt. Am 21. Januar 2009 erhielt er im Aachener Kreishaus aus der Hand von Landrat Carl Meulenbergh das Bundesverdienstkreuz am Bande. Am 20. Januar 2012 wurden ihm im Rahmen des Empfangs zum neuen Jahr durch Bürgermeister Alfred Sonders die Ehrenbürgerrechte der Stadt Alsdorf verliehen.